# Naoki Naruo
Naoki Naruo (鳴尾 直軌 Naruo Naoki?, nacido el 5 de octubre de 1974 en Iwate) es un exfutbolista japonés. Jugaba de delantero y su último club fue el Sagan Tosu de Japón.

## Trayectoria

### Clubes
| Club                | País  | Año         |
| ------------------- | ----- | ----------- |
| Montedio Yamagata   | Japón | 1997        |
| Sony Sendai         | Japón | 1998        |
| Albirex Niigata     | Japón | 1999 - 2000 |
| Júbilo Iwata        | Japón | 2001 - 2002 |
| Sanfrecce Hiroshima | Japón | 2002        |
| Sagan Tosu          | Japón | 2003 - 2004 |